# Högre än himlen

Högre än himlen är en norsk spelfilm från 1993, regisserad av Berit Nesheim.
Filmen baseras på en ungdomsbok med samma namn av Klaus Hagerup. Filmen spelades in runt Oslofjorden och vid Verdens Ende på Tjøme.
Harriet Andersson fick Amandaprisen 1994 för bästa kvinnliga huvudroll för sin roll i filmen.

## Handling
Den tvära fröken Kjær pensioneras som lärare vid skolan i den lilla norska kuststaden vid vårterminens slut. Lika truliga 12-åriga Mari går på ett sommarlov utan stora förhoppningar, men lär känna fröken Kjær och utvecklar en förtrolig sommarrelation med henne. Hon driver på att fröken Kjær ska efterforska sin stora kärlek från ungdomsåren.

## Rollista
- Harriet Andersson - Fröken Kjær
- Inger Lise Winjevoll - Mari
- Arne Willy Granli Johnsen - Morten
- Birgitte Victoria Svendsen - Wenche
- Henrik Scheele - Ronald
- Aslak Øgrim Borgersrud - Henrik

1. ↑  Norsk filmografi, läs online, läst: 10 september 2022.[källa från Wikidata]